# اینگرسول واچ
اینگرسول واچ (انگلیسی: Ingersoll Watch) شرکت ساعت‌سازی آمریکایی است، که در سال ۱۸۹۲ توسط چارلز هنری اینگرسول تأسیس شد.